# 神農架林区
神農架林区（しんのうかりんく）は、中華人民共和国湖北省に位置する省直轄林区（県級行政区）。現在、中国で唯一の「林区」である。林区人民政府は、松柏鎮常青路39号にある。神農架は、1990年、ユネスコの「生物圏保護区」（人間と生物圏計画）に指定されたことから始まり、2013年にユネスコの「世界ジオパーク」登録、同年に区内の亜高山帯のミズゴケ湿地の大九湖湿地はラムサール条約の登録湿地となった（ラムサール条約の寄託者には、ユネスコが指定されている）。2016年に域内の神農頂と隣の巴東県の沿渡河鎮一帯、そして老君山を含む地域は「湖北の神農架」としてユネスコの世界遺産リストにも登録された。中国の5A級観光地（2012年認定）。

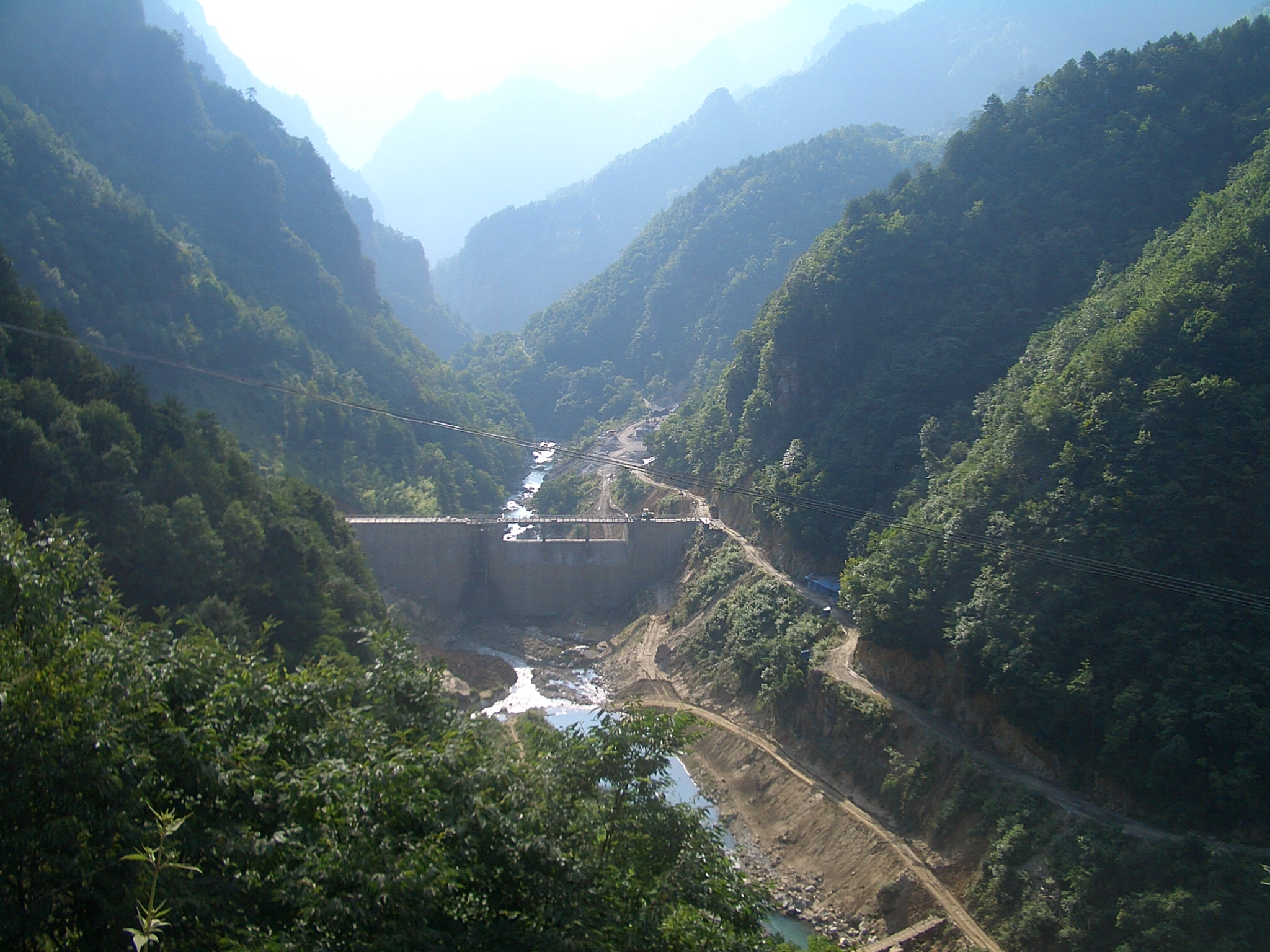
峡谷のダム建設現場

大巴山脈の東端に位置する山深い地域で生物多様性が高く、植物相、特に維管束植物は豊富で固有種も多い。動物相はキンシコウをはじめとして、チュウゴクオオサンショウウオ、ウンピョウ、ヒョウ、ツキノワグマ、アジアゴールデンキャット、ドール、インドジャコウネコ、コジャコウネコ、ジャコウジカ、チュウゴクゴーラル、チュウゴクカモシカ、イヌワシ、オナガキジなどが生息し、堵河水系の大九湖湿地一帯ではベイッチトウヒが生え、コウノトリ、コビトジャコウジカなどが生息している。伝説では「野人」が住むといわれるほど、自然が豊かだったが、林業や農業によりその環境が脅かされていた。1980年、中心部にある33万haの森林を国家級の自然保護区に指定したのをはじめ、1999年10月より、生態系および自然保護を目的とし、森林内に住む住民を他に移転させている。今では森林伐採も禁止され、伐採に従事していた作業員は森林保護官となっている。

## 地理
湖北省の西部に位置し、十堰市・襄陽市・宜昌市・恩施トゥチャ族ミャオ族自治州・重慶市に接する。

## 行政区画
下部に6鎮・1郷・1民族郷を管轄する。また、国家級森林自然保護区管理局、林業管理局、国家森林公園、国家地質公園、大九湖国家湿地公園、省級旅游度假区を管轄する。
- 鎮：松柏鎮、陽日鎮、木魚鎮、紅坪鎮、新華鎮、九湖鎮
- 郷：宋洛郷
- 民族郷：下谷坪トゥチャ族郷

## 世界遺産
2016年に世界遺産リストに加えられた。中国では50件目の世界遺産である。

### 登録基準
この世界遺産は世界遺産登録基準のうち、以下の条件を満たし、登録された（以下の基準は世界遺産センター公表の登録基準からの翻訳、引用である）。
- (9) 陸上、淡水、沿岸および海洋生態系と動植物群集の進化と発達において進行しつつある重要な生態学的、生物学的プロセスを示す顕著な見本であるもの。
- (10) 生物多様性の本来的保全にとって、もっとも重要かつ意義深い自然生息地を含んでいるもの。これには科学上または保全上の観点から、すぐれて普遍的価値を持つ絶滅の恐れのある種の生息地などが含まれる。